# Ernst-August Zurborn
Ernst August Zurborn (* 1950 in Fürth) ist ein deutscher Dokumentarfilm-Regisseur und -Produzent, Drehbuchautor und Tonmeister.

## Leben
Nach dem Abschluss des Studiums an der Deutschen Film- und Fernsehakademie Berlin 1984 arbeitete der diplomierte Politologe und Soziologe Zurborn zunächst für einige Jahre als Kameramann, wobei er u. a. an der Herstellung verschiedener ARD-Dokumentarfilme mitwirkte, bevor er 1988/89 als Regieassistent ans Staatstheater Hannover wechselte. Ab 1990 produziert er für verschiedene Fernsehanstalten Dokumentarfilme, 1992 gründete er für diesen Zweck die Ernst August Zurborn Filmproduktion. Bis 1993 war er für einige Semester als Dozent in den Fächern Regie und Kamera an der Deutschen Film- und Fernsehakademie Berlin tätig.

## Filmografie  (Auswahl)
- 1984: A Good Way To Be Evil, 12 min
- 1986/87: Ein Treffen mit Rimbaud, BR, 80 min (Regie)
- 1990: Forza Italia, NDR, 45 min (Regie)
- 1992: Unterwegs nach Arkadien, ARTE, 80 min (Regie/Produktion)
- 1993: Calcio Storico – Gewalt und Leidenschaft,[4] 60 min (Regie gemeinsam mit Gabriella Angheleddu)
- 1995: Abgewählt, ARTE, 30 min (Regie/Produktion)
- 1996: Die Gitanos von Madrid, NDR/ARTE, 60 min (Regie/Produktion)
- 1998/99: Serienmörder, WDR/ORF, 45 min (Regie/Produktion)
- 1999: Feuerprobe, ZDF, 30 min (Regie/Produktion)
- 2000/01: Die Mörder des Herrn Müller, ARTE, 75 min (Regie/Produktion)
- 2002: Das Blut der Hirten, ARTE/NDR, 80 min (Regie gemeinsam mit Gabriella Angheleddu/Produktion)
- 2004: Die erste aller Welten, ARTE/ZDF, 70 min (Regie gemeinsam mit Gabriella Angheleddu/Produktion)
- 2004: Zeit der roten Nelken,[5] Tag/Traum Film- und Videoproduktion (Köln) und Specogna Filmproduktion (Berlin), 97 min (Ton)
- 2005: Blutrache auf Sardinien, ARTE/NDR, 62 min (Regie gemeinsam mit Gabriella Angheleddu/Produktion)
- 2005: Eine Gondel für Venedig, ARTE/Radio Bremen, 43 min (Regie gemeinsam mit Gabriella Angheleddu/Produktion)
- 2006: Tote schweigen nicht – Rechtsmediziner ermitteln, SWR/ARD, 75 min (Regie/Produktion)
- 2007: Süd-Nord-Tango,[6] TeatroLibero e.V., 5 min (Regie)
- 2012: Tatort Hamburg – Unterwegs mit der Mordkommission, SWR/ARD, 76 min (Regie/Produktion)
- 2015: Feuer! – Alarm für Wache 22, ARTE/NDR, 52 min (Regie/Produktion)
- 2018: Lebendige Geburt 20 min (Regie/Buch)